# Chatergellus afoveatus
Chatergellus afoveatus är en getingart som beskrevs av Cooper 1993. Chatergellus afoveatus ingår i släktet Chatergellus och familjen getingar. Inga underarter finns listade i Catalogue of Life.